# Corythalia nigropicta
Corythalia nigropicta là một loài nhện trong họ Salticidae.
Loài này thuộc chi Corythalia. Corythalia nigropicta được Frederick Octavius Pickard-Cambridge miêu tả năm 1901.